# Neocoenyra jordani
Neocoenyra jordani är en fjärilsart som beskrevs av Hans Rebel 1906. Neocoenyra jordani ingår i släktet Neocoenyra och familjen praktfjärilar. Inga underarter finns listade i Catalogue of Life.